# Heliophanus similior
Heliophanus similior este o specie de păianjeni din genul Heliophanus, familia Salticidae, descrisă de Ledoux în anul 2007. Conform Catalogue of Life specia Heliophanus similior nu are subspecii cunoscute.